# Nairi-bioscoop
De Nairi-bioscoop (Armeens: Նաիրի կինոթատրոն, Nairi kinotatron) is een bioscoop in het district Kentron van de Armeense hoofdstad Jerevan.
De bioscoop is gelegen op de hoek van de Mesrop Masjtotslaan en de Isahakianstraat en is de tweede grootste bioscoop in Jerevan, na de Moskou-bioscoop. De bioscoop werd in 1920 geopend en is daarmee de oudste bioscoop van Jerevan. Oorspronkelijk bevond de bioscoop zich in het gebouw aan de Amirianstraat, waar nu het ministerie van Buitenlandse Zaken gevestigd is. In de jaren 1950 werd de bioscoop verplaatst en heropend in 1954 op de huidige locatie. Zare was de eerste Sovjet-Armeense film die vertoond werd in de cinema op 9 november 1926.
Het huidige bioscoopgebouw bestaat uit twee filmzalen en werd gebouwd tussen 1952 en 1954 naar een ontwerp van de Russisch-Armeense architect Aleksandr Tamanian. Het gebouw is opgetrokken uit rode tufsteen. De voorgevel heeft onderaan drie boogingangen waarboven drie bogen geplaatst zijn, tweemaal zo hoog als de onderste. Op elk van deze bogen staan twee boogramen in dezelfde bouwstijl.